# Ixora subsessilis
Ixora subsessilis är en måreväxtart som beskrevs av Nathaniel Wallich och George Don jr. Ixora subsessilis ingår i släktet Ixora och familjen måreväxter. Inga underarter finns listade i Catalogue of Life.